# تاريخ العلم الزائف

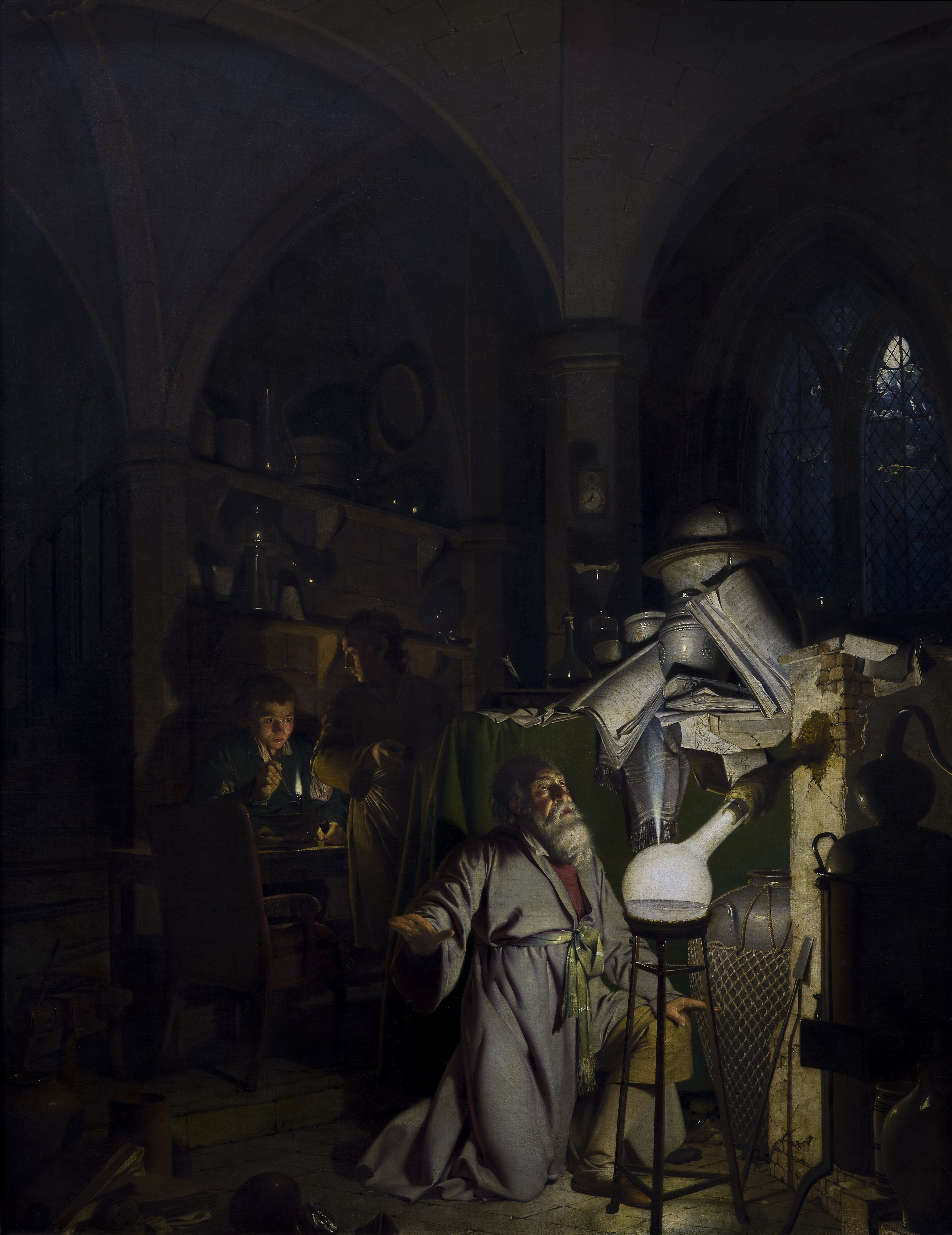
لوحة خيميائي يبحث عن حجر الفلاسفة لجوزيف رايت عام 1771

يتمثّل تاريخ العلم الزائف في دراسة نظرياته عبر الزمن، ويٌعرّف العلم الزائف بأنه مجموعة من الأفكار التي تقدم نفسها على أنها علم حقيقي، ولكنها لا توافق المعايير المطلوبة لاعتبارها كذلك.
ويصعب التمييز أحياناً بين العلمين الحقيقي والزائف، ومن الأسس الشائعة المقترحة لذاك التمييز معيار التفنيد، والذي ساهم بوضعه الفيلسوف كارل بوبر بشكل رئيسي، وتتجلى صعوبة التفريق بين العلم وندّه الزائف في دراسة تاريخ العلوم الزائفة خصّيصاً، لأن بعض العلوم الحقيقية قد تطور منها، فمثلاً تعود أصول الكيمياء إلى العلم المبتدئ المسمى بالخيمياء.
كما يعقّد التنوع الكبير للعلوم الزائفة تاريخها، إذ تعود بعضها، كالتنجيم والوخز بالإبر، للعصر السابق للعلم، بينما تطور بعضها الآخر كجزء من أيديولوجية معينة، مثل الليسينكووية، أو استجابةً للمخاطر المتصوّرة لأيديولوجية ما، مثل علم الخلق والتصميم الذكي، واللذان تطورا رداً على نظرية التطور.
ورغم فشلها في ملاقاة المعايير العلمية الصحيحة، نجحت العديد من العلوم الزائفة في الاستمرار، عادةً بفضل دعم أنصارها المتشددين الذين يرفضون تقبَل النقد العلمي لاعتقاداتهم، أو بسبب المغالطات الشائعة، كما تُعد الشعبية الكلية عاملاً لبقائها أيضاً، وهو جانب يوثقه التنجيم الذي لا يزال شائعاً رغم رفض الأغلبية الساحقة من العلماء له.

## القرن التاسع عشر

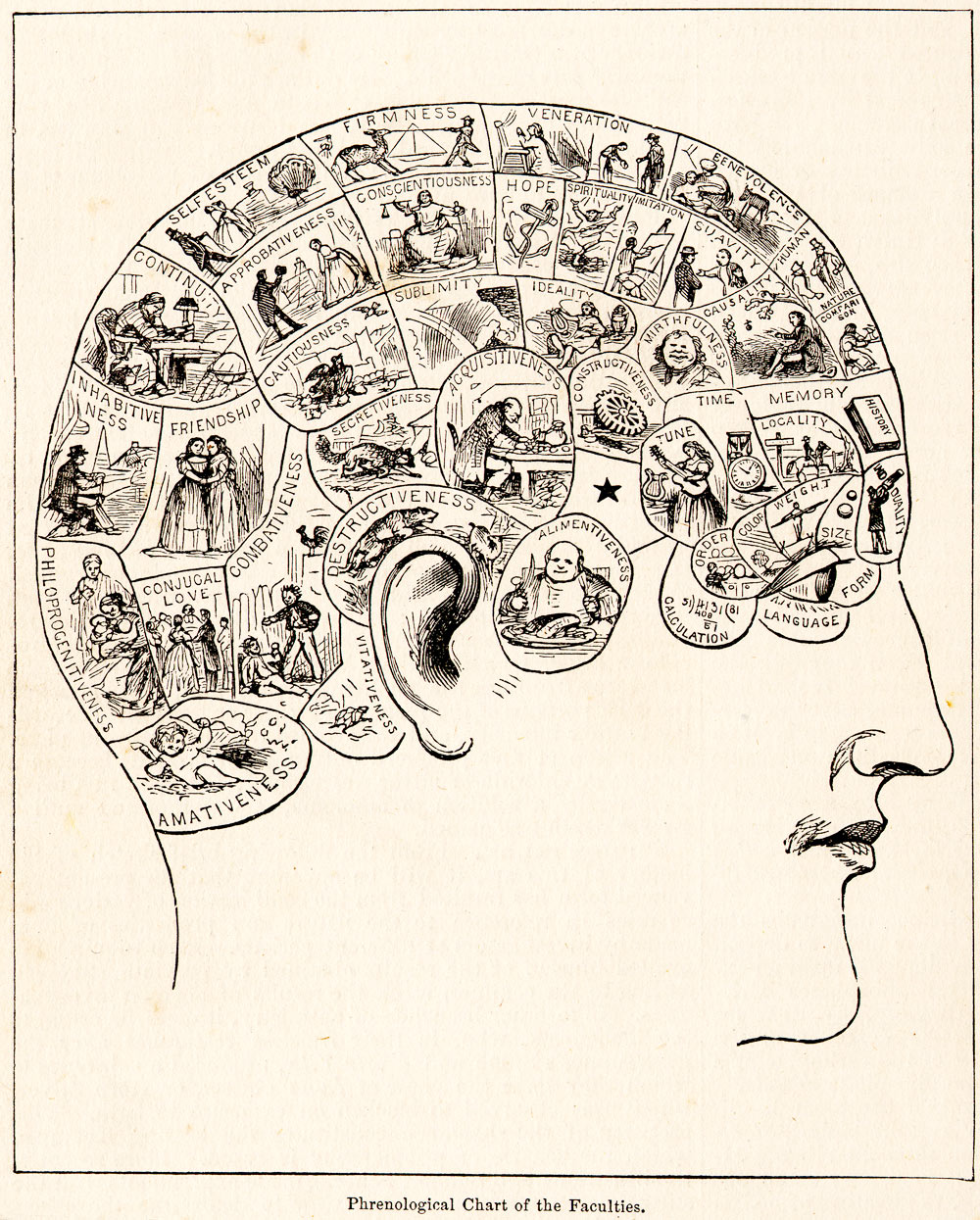
مخطط لفراسة الدماغ يعود لعام 1883، فخلال النصف الأول من القرن التاسع عشر كانت فراسة الدماغ دراسة شائعة واعتُبرت علمية، ولكنها أُهملت بشكل كبير بحلول النصف الثاني من القرن ذاته.

من أهم التطورات المنجَزة في تاريخ العلوم الزائفة في القرن التاسع عشر نشوء الاعتقاد باستحضار الأرواح (تم تقفي أصولها في أمريكا لعام 1848)، والمعالجة المثلية (نشأت لأول مرة عام 1796)، وفراسة الدماغ (تطورت حوالي عام 1800).
كما كانت فكرة وجود قنوات واضحة على كوكب المريخ اعتقاداً علمياً زائفاً آخر نال شعبيته في القرن التاسع عشر، وقد أنذرت حركة ارتجاعية مسيحية تعصبية طفيفة نسبياً ضد نظرية التطور بالأحداث التابعة في القرن العشرين.
اعتُبرت فراسة الدماغ، وهي دراسة النتواءات والشقوق في جماجم البشر لتحديد شخصياتهم، علماً في البداية، وقد أثرت في الطب النفسي والدراسات المبكرة في علم الأعصاب، ولكن مع تطور العلم، تزايد اعتبارها علماً زائفاً، وفي أواسط القرن التاسع عشر كان قد ساد إهمالها من قِبل المجتمع العلمي.
وفي منتصف القرن ذاته اخترع الفيزيائي الهنغاري إيغناز فون بيتشلي علم القزحية، واستمرت نظريته بشعبيتها طوال القرن العشرين أيضاً.
تنامى الاعتقاد بالأرواحية أو استحضار الأرواح (بالإنكليزية: Spiritualism)، والذي يُشار له أيضاً بالروحانية كتيّار ديني (بالإنكليزية: Spiritism)، بشكل استثنائي في تلك الفترة، وقد تم اقتفاء جذور النسخة الأمريكية لهذه الحركة وصولاً للأخوات فوكس، واللاتي بدأن عام 1848 بادعاء قدرتهن على مخاطبة الأموات.
واستمرت شعبية هذه الحركة الدينية حتى عشرينيات القرن العشرين، عندما بدأ الساحر المشهور هاري هوديني بكشف زيف الوسطاء الروحانيين الشهيرين والسحرة الآخرين الذين حاولوا تقليد عروضه، ورغم عدم تقديم الاعتقادات الدينية بالأرواحية على أنها علم، فلم تُعتبر علماً زائفاً بالضبط، إلا أنها أنتجت العديد من الظواهر العلمية الزائفة، كتجسيد الأرواح ظاهرياً (بالإنكليزية: Ectoplasm) وتصويرها.
تشكلت مبادئ المعالجة المثلية لأول مرة عام 1796، بواسطة الفيزيائي الألماني صمويل هانيمان، فقد شمل الطب الشائع آنذاك ممارسات بدائية كانت لا تزال تستخدم تقنيات كالفصد، بينما ركزت المعالجة المثلية بالمقابل على المواد شديدة التمديد، ما يعني أن المرضى تناولوا الماء فعلياً، وقد اعتُبر ذلك تحسناً بالمقارنة مع الأذى الذي سببه الطب التقليدي في الكثير من الأحيان.
وانتشرت معاهد ومدارس المعالجة المثلية على امتداد الولايات المتحدة الأمريكية وأوروبا خلال ثلاثينيات القرن التاسع عشر، لكن رغم نجاحها في البداية، لم تتملص المعالجة المثلية من نقّادها، [16] فأخذت شعبيتها بالانحدار قبل نهاية القرن التاسع عشر، بيد أنها انتعشت مجدداً في القرن العشرين.
بالمقابل تشكّلت في عام 1881 المنظمة الهولندية مجتمع يرفض الدجل (Vereniging tegen de Kwakzalverij) لممانعة الصيحات العلمية الزائفة في الطب، وما تزال ناشطة حتى اليوم.
أما بالنسبة للقنوات المريخية، فذُكرت لأول مرة عام 1877، من قِبل الفلكي الإيطالي جيوفاني سكيابارِلّي، وقد بلغ التصديق بها أوجه في نهايات القرن التاسع عشر، ولكنها دُحضت بشكل واسع مع بدايات القرن العشرين.
استطاع كتاب أطلانطس: العالم في العهد السابق للطوفان للمؤلف والسياسي إغناتيوس إل. دونيللي والمنشور عام 1882 تجديد الاهتمام بالفكرة القديمة لأطلانطس، فقد افتُرض وجود هذا المجتمع المتقدم لآلاف السنين قبل نشوء الحضارات، مثل حضارة مصر القديمة، وذَكرت أطلانطس لأول مرة من قِبل أفلاطون، كأداة أدبية في اثنين من حواراته، كما ظهرت في أواخر القرن التاسع عشر روايات أخرى عن قارات مفقودة، مثل مو وليموريا.

## القرن العشرين
من بين أهم تطورات العلوم الزائفة في القرن العشرين: نشوء علم الخلق، وزوال الأرواحية، وبدايات تشكل نظريات رواد الفضاء القدماء.
وتم تقديم علم المنعكسات، في الولايات المتحدة الأمريكية عام 1913 على أنه «معالجة مسارية أو مناطقية»، وهو الاعتقاد بأن قوة خفية للحياة تربط أجزاء الجسم المختلفة بالقدمين وأحياناً باليدين والأذنين أيضاً، فمن خلال تنبيه أجزاء معينة من القدم مثلاُ أو الضغط عليها يمكن إعطاء تأثير في أماكن أخرى من الجسم.
بينما نشأ علم الخلق خلال القرن العشرين كنتيجة لتطورات تاريخية أخرى، فعندما تغلّب الاصطناع التطوري الحديث على خسوف الداروينية في النصف الأول من القرن ذاته، بدأ المسيحيون المتشددون الأمريكيون بمعارضة تدريس نظرية التطور في المدارس العامة، وقدّموا على إثر ذلك العديد من القوانين، والتي دعمت محاكمة سكوبس (أو محاكمة القرد) سيئة السمعة أحدها.
وفي النصف الثاني من القرن العشرين جدد سباق الفضاء الاهتمام بالعلوم، والقلق حول تخلّف الولايات المتحدة عن الاتحاد السوفييتي، فتم تبنّي معايير علمية أكثر صرامة، أدت إلى إعادة تدريس نظرية التطور في المناهج العلمية، كما عُدّت القوانين المعارضة لهذه المقاربة غير دستورية، لخرقها مبدأ الفصل بين الكنيسة والدولة.
فحاول المسيحيون المتشددون تفادي هذا الحكم بإطلاق بديل للتطور يدّعي علمانيته، وهو علم الخلق، ولعلّ أكثر منشورات هذا العلم الزائف الجديد تأثيراً كان «طوفان الخَلق: تدوينات الكتاب المقدّس وما تحمله من تضمينات علمية» لجون سي. ويتكومب وهنري إم. موريس المتّبعَين لمذهب خلقية الأرض الفتية.
كما ألهم بزوغ عصر الفضاء إصدارات متنوعة لنظريات رواد الفضاء القدماء، ورغم وجود اختلافات بين بعض تلك النظريات، إلا أنها تشترك بفكرة زيارة كائنات فضائية ذكية للأرض منذ زمن بعيد وتواصلها مع البشر الأحياء آنذاك.
وقد بدأ مؤلفون مشهورون، أمثال إريك فون دانكن وزكريا سيتشين، بنشر أفكارهم في ستينيات القرن العشرين، ومن أهم المنشورات من هذا النوع: «عربات الآلهة؟» عام 1968.
وقد أدت عمليات هبوط مركبة أبولو على القمر مراراً من ستينيات إلى سبعينيات القرن العشرين إلى نشوء عدد من نظريات المؤامرة المخادعة عنها، والتي تجاهلها المجتمع العلمي حول العالم، ولكن أظهر تصويت أجرته مؤسسة غالوب بنهاية القرن المذكور أن 6% من الأمريكيين لم يصدقوا بأن ذاك الهبوط كان حقيقياً.
وتشكلت لاحقاً في القرن العشرين عدة مؤسسات شكوكية بارزة، من أجل الحد من نمو العلوم الزائفة، وأهم تلك المؤسسات في الولايات المتحدة الأمريكية: مركز التحقيق عام 1991، ومجتمع المشككين عام 1992، ومؤسسة جيمس راندي التعليمية عام 1996، ومجتمع نيو إنغلاند الشكوكي عام 1996.
كما تم تأسيس لجنة التحقيق الشكوكي، والتي امتلكت أهدافاً مشابهة، عام 1976، وأصبحت جزءاً من مركز التحقيق لاحقاً في عام 1991، وأُنشئت مؤسسة الشك في هولندا عام 1987.

## القرن الحادي والعشرين
بحلول القرن الحادي والعشرين، استمرت شعبية العديد من النظريات العلمية الزائفة.
لكن قاسى علم الخلق، متمثلاً بالتصميم الذكي، هزيمة قانونية كبيرة في قضية كيتسميلر ضد مدارس منطقة دوفر، فحكم القاضي جون إي. جونز الثالث بأن التصميم الذكي لا ينفصل عن علم الخلق، وبالتالي يخرق تعليمه في المدارس البند التأسيسي للتعديل الأول لدستور الولايات المتحدة الأمريكية.
وقد أثارت هذه القضية اهتماماً كبيراً، وأصبحت موضوعاً للعديد من الوثائقيات، بما فيها الوثائقي الحائز على جوائز «يوم الحساب: محاكمة التصميم الذكي» من إنتاج مسلسل نوفا (NOVA) عام 2007.
كما بدأ الاعتقاد العلمي الزائف بأن اللقاحات تسبب مرض التوحد في تسعينيات القرن العشرين، ولكنه برز على وسائل الإعلام في العَقد الأول من القرن الحادي والعشرين، ورغم الإجماع العلمي الواسع على عدم صحة أي رابط بين التلقيح الطبي ومرض التوحد، انضم العديد من المشاهير لهذا النقاش، ومن بينهم جيني ماكارثي، والتي شُخّص ابنها بالتوحّد.
وفي فبراير/شباط عام 2009، أبلغت صحيفة الصنداي تايمز عن قيام الجرّاح أندرو ويكفيلد، والذي نشر البحث الأصلي الذي يُفترض أنه يشير لوجود رابط بين اللقاحات الطبية والتوحد، بتعديل بيانات البحث وإساءة تفسيرها حتى يتوصل للنتيجة المغلوطة السابقة، وقد أقام المجلس الطبي العام إثر ذلك جلسةً في آذار/مارس عام 2007 للبحث في تهم إساءة السلوك المهني الموجهة ضد ويكفيلد.